# Championnat de Hongrie masculin de water-polo
Le championnat de Hongrie de water-polo est la principale compétition annuelle hongroise de water-polo. Elle est organisée par Magyar Vízilabda Szövetség, la fédération hongroise de water-polo.

## Historique
Dans les années 2000, le « championnat national 1 » (Országos Bajnokság I en hongrois) se joue en deux phases : une phase régulière avec matches aller-retour entre chaque clubs, puis une phase finale entre les quatre premiers. Au cours de celle-ci, les points acquis lors des rencontres de la saison régulière entre deux clubs demi-finalistes sont comptabilisés. La qualification en finale est acquise au premier club qui atteint dix points.
Lors de la saison 2009-2010, les matches du championnat masculin comptent également pour le classement de l'Euro Interliga, un championnat régional auquel participent six clubs hongrois, deux clubs serbes, un club roumain et un club slovaque.

## Palmarès masculin
- 1904 : Balaton ÚE
- 1905 : Balaton ÚE
- 1906 : Magyar ÚE
- 1907 : Magyar ÚE
- 1908 : Magyar ÚE
- 1909 : Magyar ÚE
- 1910 : Ferencváros TC
- 1911 : Ferencváros TC
- 1912 : Ferencváros TC
- 1913 : Ferencváros TC
- 1914 à 1917 : non disputé
- 1917 : Muegyetemi AC
- 1918 : Ferencváros TC
- 1919 : Ferencváros TC
- 1920 : Ferencváros TC
- 1921 : Ferencváros TC
- 1922 : Ferencváros TC
- 1923 : III. Kerületi TC
- 1924 : III. Kerületi TC
- 1925 : Ferencváros TC
- 1926 : Ferencváros TC
- 1927 : Ferencváros TC
- 1928 : III. Kerületi TC
- 1929 : Magyar AC
- 1930 : Újpest TE
- 1931 : Újpest TE
- 1932 : Újpest TE
- 1933 : Újpest TE
- 1934 : Újpest TE
- 1935 : Újpest TE
- 1936 : Újpest TE
- 1937 : Újpest TE
- 1938 : Újpest TE
- 1939 : Újpest TE
- 1940 : Budapesti SE
- 1941 : Újpest TE
- 1942 : Újpest TE
- 1943 : Magyar AC
- 1944 : Ferencváros TC
- 1945 : Újpest TE
- 1946 : Újpest TE
- 1947 : Vasas SC
- 1948 : Újpest TE
- 1949 : Vasas SC
- 1950 : Újpest TE
- 1951 : Újpest TE
- 1952 : Újpest TE
- 1953 : Vasas Sport Club
- 1954 : Szolnoki Dózsa SC
- 1955 : Újpest TE
- 1956 : Ferencváros TC
- 1957 : Szolnoki Dózsa SC
- 1958 : Szolnoki Dózsa SC
- 1959 : Szolnoki Dózsa SC
- 1960 : Újpest TE
- 1961 : Szolnoki Dózsa SC
- 1962 : Ferencváros TC
- 1963 : Ferencváros TC
- 1964 : Szolnoki Dózsa SC
- 1965 : Ferencváros TC
- 1966 : Budapesti Vasutas SC
- 1967 : Újpest TE
- 1968 : Ferencváros TC
- 1969 : Orvosegyetem Sport Club
- 1970 : Orvosegyetem Sport Club
- 1971 : Orvosegyetem Sport Club
- 1972 : Orvosegyetem Sport Club
- 1973 : Orvosegyetem Sport Club
- 1974 : Orvosegyetem Sport Club
- 1975 : Vasas SC
- 1976 : Vasas Sport Club
- 1977 : Vasas Sport Club
- 1978 : Orvosegyetem Sport Club
- 1979 : Vasas Sport Club
- 1980 : Vasas Sport Club
- 1981 : Vasas Sport Club
- 1982 : Vasas Sport Club
- 1983 : Vasas Sport Club
- 1984 : Vasas Sport Club
- 1985 : Budapest Vasutas SC
- 1986 : Újpest TE
- 1987 : Budapesti Vasutas SC
- 1988 : Ferencváros TC
- 1989 : Ferencváros TC
- 1990 : Ferencváros TC
- 1991 : Újpest TE
- 1992 : Tungsram SC
- 1993 : Újpest TE
- 1994 : Újpest TE
- 1995 : Újpest TE
- 1996 : Budapesti Vasutas SC
- 1997 : Budapesti Vasutas SC
- 1998 : Budapesti Vasutas SC
- 1999 : Budapesti Vasutas SC
- 2000 : Ferencváros TC
- 2001 : Domino Budapest Honvéd SE
- 2002 : Domino Budapest Honvéd SE
- 2003 : Domino Budapest Honvéd SE
- 2004 : Domino Budapest Honvéd SE
- 2005 : Domino Budapest Honvéd SE
- 2006 : Domino Budapest Honvéd SE
- 2007 : Vasas Sport Club
- 2008 : Vasas Sport Club

| Saison    | Vainqueur           | Finaliste           | Troisième                  | Autres places européennes                                              |
| --------- | ------------------- | ------------------- | -------------------------- | ---------------------------------------------------------------------- |
| 2008-2009 | Vasas Sport Club    | Egri Vízilabda Klub | Domino Budapest Honvéd SE  | 4e : Ferencvárosi Torna Club 5e : Szeged Vízilabda Egyesület           |
| 2009-2010 | Vasas Sport Club    | Egri Vízilabda Klub | Szeged Vízilabda Egyesület | 4e : Ferencvárosi Torna Club 5e : Domino Budapest Honvéd SE            |
| 2010-2011 | Egri Vízilabda Klub | Vasas Sport Club    | Szeged Vízilabda Egyesület | 4e : Domino Budapest Honvéd SE 5e : Szolnoki Vízilabda Sport Club      |
| 2011-2012 | Vasas Sport Club    | Egri Vízilabda Klub | Szeged Vízilabda Egyesület | 4e : Domino Budapest Honvéd SE 5e : Debreceni Vízilabda Sportegyesület |